# Резолюция 150 на Съвета за сигурност на ООН
Резолюция 150 на Съвета за сигурност на ООН е приета на 23 август 1960 г. по повод кандидатурата на Кот д'Ивоар за членство в ООН. С Резолюция 150 Съветът за сигурност препоръчва на Общото събрание на ООН Кот д'Ивоар да бъде приет за член на Организацията на обединените нации.